# Caroline de Hesse-Rheinfels-Rotenbourg
Titre
Princesse de Condé
14 août 1728 – 27 janvier 1740
(11 ans, 5 mois et 13 jours)
Caroline de Hesse-Rheinfels-Rotenbourg, née le 18 août 1714 en Rotenburg an der Fulda et morte le 23 juillet 1741 en l'hôtel de Condé, est une princesse d'origine allemande devenue princesse de Condé par mariage. Elle épousera Louis IV Henri de Bourbon-Condé, devenant duchesse de Bourbon. Ce dernier est un descendant du roi Louis XIV. Les deux époux eurent un fils, Louis V Joseph de Bourbon-Condé. Sa sœur, Polyxène de Hesse-Rheinfels-Rotenbourg, sera reine de Sardaigne. 

## Biographie

### Enfance
Caroline de Hesse-Rheinfels-Rotenbourg est née le 18 août 1714 en Rotenburg an der Fulda. Fille de Ernest-Léopold de Hesse-Rheinfels-Rotenbourg, le landgrave de Hesse-Rheinfels-Rotenbourg et de Éléonore de Lowenstein-Wertheim, son épouse, elle est issue d'une branche catholique de la maison de Hesse. Sa sœur, Polyxène, épousa le roi de Sardaigne Charles-Emmanuel III en 1724. Elle accompagna cette dernière lors de son voyage de noce en Savoie avec sa sœur aînée Éléonore.

### Mariage
D'abord envisagée comme possible épouse pour le roi de France Louis XV, elle ne fut finalement pas retenue à cause du peu de fertilité de sa famille. Finalement, elle épousa le 14 juillet 1728 à Sarry, près de Châlons-sur-Marne, le duc Louis-Henri de Bourbon-Condé, dit « Monsieur le duc », qui était veuf de Marie-Anne de Bourbon-Conti depuis 1720. Elle fut alors nommée « Madame la duchesse ». Par sa mère, il est un descendant directe du roi Louis XIV, et il est ainsi un prince du sang. 
Le duc avait été Premier ministre de 1723 à 1726. Son impopularité fut la cause de sa disgrâce, et de celle de sa maîtresse, la marquise de Prie qui mourut peu après. Il s'était alors retiré en son château de Chantilly. Veuf et sans enfants, le duc désire se remarier depuis longtemps. Sa défunte maîtresse lui aurait tout d'abord proposé Marie Lesczynska, princesse polonaise déchue, qui ne lui ferait pas d'ombre. Mais finalement, les deux amants se décidèrent à la marier au roi Louis XV en 1725.
Le choix du duc se portait finalement sur Caroline de Hesse-Rheinfels-Rotenbourg, alors âgée de quatorze ans (soit vingt-deux ans de moins que lui), sœur de la reine de Sardaigne. Cependant, d'aucuns prétendent que ce duc à la laideur proverbiale, usé par la débauche, n'a pu consommer son mariage avec cette jeune adolescente. Le duc était particulièrement repoussant : il avait perdu la vue d'un œil ainsi que sa minceur séduisante que lui aurait alors conféré sa taille lorsqu'il était jeune. 
Néanmoins jaloux, il tient sa jeune épouse sous bonne garde excitant par là même le désir des libertins de la cour. Parmi ceux-ci, un de ses proches, grand séducteur, qui fut l'amant de Louise-Anne de Bourbon-Condé, sœur du duc, Jean-Baptiste de Sade. Pour mieux s'approcher la jeune duchesse, il épousera même en 1733 la fille de sa dame d'honneur, Marie-Éléonore de Maillé (1712-1777), une parente du duc par les femmes. C'est ainsi que le marquis de Sade est né à l'hôtel de Condé. 
L'idylle du comte et de la duchesse durera, elle, jusqu'en 1739, de telle sorte que le comte de Sade est considéré comme le possible père adultérin de son fils. Le duc rentra en grâce en 1730 et il put présenter sa femme à son royal neveu et à la cour. Elle était considérée comme jolie mais de santé fragile mais ses relations avec son époux respectèrent la décence et la bienséance dues à leur rang, le duc étant sans doute assagi. Ils vécurent essentiellement à Paris, habitant le palais Bourbon. 

### Décès

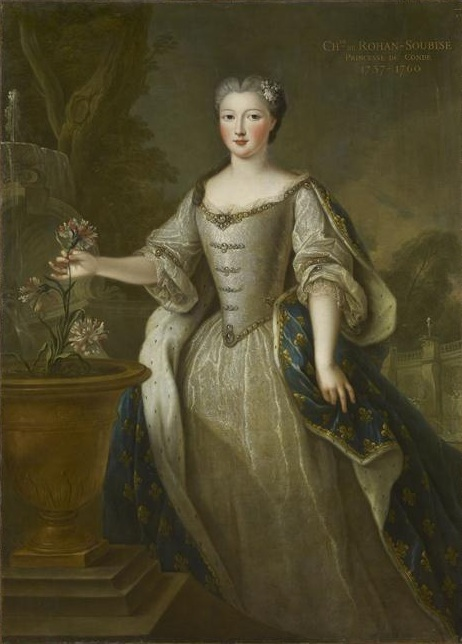
Caroline de Hesse-Rheinfels, duchesse de Bourbon, princesse de Condé par Pierre Gobert, avant 1760.

Le couple ducale n'eut qu'un enfant, Louis V Joseph de Bourbon-Condé, le huitième prince de Condé. Veuve en 1740, la duchesse mourut à Paris le 23 juillet 1741 âgée de vingt-six ans. Sa dépouille fut inhumée au couvent des Carmélites du faubourg Saint-Jacques. Certains avaient pensé, en vain, la donner pour maîtresse au roi Louis XV Son fils, orphelin à l'âge de cinq ans, sera élevé par un frère du duc, Louis de Bourbon-Condé. Sa nièce, Marie-Thérèse-Louise de Savoie-Carignan, deviendra l'amie intime de Marie-Antoinette et en paiera de sa vie. 
Il existe un portrait de la princesse réalisé par l'atelier de Pierre Gobert, appartenant au musée du Louvre et déposé au musée national du château de Versailles. Il existe aussi une copie, qui figure au musée Condé. Un autre portrait d'elle peint plus tardivement par Jean-Marc Nattier, est conservé au sein du musée national des Beaux-Arts de Buenos-Aires, en Argentine.

## Titulature
- 14 août 1728 - 27 janvier 1740 : « Son Altesse Sérénissime Caroline de Hesse-Rheinfels, Madame la Duchesse de Bourbon, Princesse de Condé ».